# Marquesado de la Gándara
El marquesado de la Gándara es un título nobiliario español creado por el rey Alfonso XII el 1 de mayo de 1878 a favor de  Joaquín de la Gándara y Navarro, Brigadier General de los Reales Ejércitos. Su nombre se refiere al apellido familiar.

## Armas
En campo de azur, un castillo de plata sobre ondas de agua de azur y plata, en las que nadan dos cisnes blancos, uno a cada lado del castillo, afrontados; a su puerta, una ninfa vestida de gules, con un escudo de plata, embrazado, y una espada en la mano.

## Marqueses de la Gándara
|                                    | Titular                                  | Periodo                            |                                    |
| Creación por Alfonso XII de España | Creación por Alfonso XII de España       | Creación por Alfonso XII de España | Creación por Alfonso XII de España |
| ---------------------------------- | ---------------------------------------- | ---------------------------------- | ---------------------------------- |
| I                                  | Joaquín de la Gándara y Navarro          | 1870-1881                          |                                    |
| II                                 | Gonzalo Joaquín de la Gándara y Plazaola | 1881-1953                          |                                    |
| III                                | María de la Luz de la Gándara y Soriano  | 1970-2021                          |                                    |
| IV                                 | Morgane Estelle de la Gándara Cochard    | 2023-actual titular                |                                    |

## Historia de los marqueses de la Gándara
- Joaquín de la Gándara y Navarro, I marqués de la Gándara, brigadier general de los Reales Ejércitos,[1] se casó con Rosa de Plazaola y Limonta, princesa de Sirignano.[2] Le sucedió su hijo:

- Gonzalo Joaquín de la Gándara y Plazaola, II marqués de la Gándara,[1] bailio de la Orden de Malta,[2] contrajo matrimonio en 1905 con su sobrina, María del Carmen de la Gándara y Lemery, hija de su hermano Joaquín. En 16 de diciembre de 1970, por rehabilitación, le sucedió su nieta,[1][3] hija de Gonzalo de la Gándara y de Inés Soriano Blair,[4] III marquesa de Ivanrey.[5]

- María de la Luz de la Gándara y Soriano (San Sebastián, 7 de enero de 1934-Genolier (Suiza) 9 de abril de 2021), III marquesa de la Gándara[1][3] y IV marquesa de Ivanrey desde 1996 hasta 2008, fecha en que cede este título a su hijo.[6]

Se casó en primeras nupcias con Adam Golushowski, conde de Golushowski con quien tuvo un hijo: Peter de la Gándara Golushowski.  Después de divorciarse, contrajo un segundo matrimonio con Jean Marc Thomas y de este matrimonio nació su segundo hijo, Felipe Thomas de la Gándara, V marqués de Ivanrey. Sucedió su nieta:
- Morgane Estelle de la Gándara Cochard, IV marquesa de la Gándara<[7]